# عابدة المدنية
عابدة المدنية كانت جارية من الجواري الفضلاء اللائي انتقلن من الشرق إلى بلاد الأندلس بعد الفتح الإسلامي لها، اشتهرت بفصاحتها وحفظها للحديث النبوي.

## سيرتها
وُلدت عابدة المدنية في المدينة المنورة، وكانت جارية مملوكة لمحمد بن يزيد بن مسلمة حفيد سليمان بن عبد الملك، فأهداها إلى ابن عمه دحون بن الوليد المرواني الأموي، والذي نقلها معه إلى الأندلس وجعلها جارية فراش خاصة له من شدة إعجابه بها وبفصاحتها. يُقال أنها كانت سمراء البشرة وعلى قدر ضئيل من الجمال، غير أنها اشتهرت بفصاحة لسانها ومهارتها وعلمها، إذ حفظت ما يقرب عن عشرة آلاف حديثا نبويًّا، فكانت تروي الحديث عن الإمام مالك وسائر علماء المدينة المنورة.